# Olimpiai érmesek listája curlingben
Ez a lap az olimpiai érmesek listája curlingben 1924-től 2022-ig.

## Összesített éremtáblázat
(A táblázatokban Magyarország és a rendező nemzet sportolói eltérő háttérszínnel, az egyes számoszlopok legmagasabb értéke vagy értékei vastagítással kiemelve.)
| A téli olimpiai játékok összesített éremtáblázata curlingben | A téli olimpiai játékok összesített éremtáblázata curlingben | A téli olimpiai játékok összesített éremtáblázata curlingben | A téli olimpiai játékok összesített éremtáblázata curlingben | A téli olimpiai játékok összesített éremtáblázata curlingben | Olimpia  |
| ------------------------------------------------------------ | ------------------------------------------------------------ | ------------------------------------------------------------ | ------------------------------------------------------------ | ------------------------------------------------------------ | -------- |
|                                                              | Ország                                                       | Arany                                                        | Ezüst                                                        | Bronz                                                        | Összesen |
| 1.                                                           | Kanada (CAN)                                                 | 6                                                            | 3                                                            | 3                                                            | 12       |
| 2.                                                           | Svédország (SWE)                                             | 4                                                            | 3                                                            | 4                                                            | 11       |
| 3.                                                           | Nagy-Britannia (GBR)                                         | 3                                                            | 2                                                            | 1                                                            | 6        |
| 4.                                                           | Svájc (SUI)                                                  | 1                                                            | 3                                                            | 3                                                            | 7        |
| 5.                                                           | Norvégia (NOR)                                               | 1                                                            | 2                                                            | 2                                                            | 5        |
| 6.                                                           | Egyesült Államok (USA)                                       | 1                                                            | 0                                                            | 1                                                            | 2        |
| 7.                                                           | Olaszország (ITA)                                            | 1                                                            | 0                                                            | 0                                                            | 1        |
|                                                              |                                                              |                                                              |                                                              |                                                              |          |
| 7.                                                           | Dánia (DEN)                                                  | 0                                                            | 1                                                            | 0                                                            | 1        |
| 7.                                                           | Dél-Korea (KOR)                                              | 0                                                            | 1                                                            | 0                                                            | 1        |
| 7.                                                           | Finnország (FIN)                                             | 0                                                            | 1                                                            | 0                                                            | 1        |
|                                                              |                                                              |                                                              |                                                              |                                                              |          |
| 10.                                                          | Japán (JPN)                                                  | 0                                                            | 1                                                            | 1                                                            | 2        |
| 11.                                                          | Franciaország (FRA)                                          | 0                                                            | 0                                                            | 1                                                            | 1        |
| 11.                                                          | Kína (CHN)                                                   | 0                                                            | 0                                                            | 1                                                            | 1        |
|                                                              |                                                              |                                                              |                                                              |                                                              |          |
| Összesen                                                     | Összesen                                                     | 17                                                           | 17                                                           | 17                                                           | 51       |

## Férfiak
| Olimpia              | Arany | Ezüst | Bronz |
| 1924, Chamonix       | Nagy-Britannia (GBR) · William Jackson · Robin Welsh · Thomas Murray · Laurence Jackson · John T. S. Robertson-Aikman · John McLeod · William Brown · D. G. Astley | Svédország (SWE) · Johan Petter Åhlén · Carl-Axel Pettersson · Karl-Erik Wahlberg · Carl Wilhelm Petersén · Ture Ödlund · Victor Wetterström · Erik O. Severin · Carl Axel V. Kronlund | Franciaország (FRA) · Henri Cournollet · Georges André · Armand Bénédic · Jacques Canivet · R. Planque · H. Aldebert |
| 1928–1994            | Nem szerepelt az olimpiai programban | Nem szerepelt az olimpiai programban | Nem szerepelt az olimpiai programban                                                                                 |
| 1998, Nagano         | Svájc (SUI) · Patrick Hürlimann · Patrik Lörtscher · Daniel Müller · Diego Perren · Dominic Andres                                                                 | Kanada (CAN) · Mike Harris · Richard Hart · Collin Mitchell · George Karrys · Paul Savage                                                                                              | Norvégia (NOR) · Eigil Ramsfjell · Jan Thoresen · Stig-Arne Gunnestad · Tore Torvbråten · Anthon Grimsmo             |
| 2002, Salt Lake City | Norvégia (NOR) · Pål Trulsen · Lars Vågberg · Flemming Davanger · Bent Ånund Ramsfjell · Torger Nergård                                                            | Kanada (CAN) · Kevin Martin · Don Walchuk · Carter Rycroft · Don Bartlett · Ken Tralnberg                                                                                              | Svájc (SUI) · Andreas Schwaller · Christof Schwaller · Markus Eggler · Damian Grichting · Marco Ramstein             |
| 2006, Torino         | Kanada (CAN) · Brad Gushue · Mark Nichols · Russ Howard · Jamie Korab · Mike Adam                                                                                  | Finnország (FIN) · Markku Uusipaavalniemi · Wille Mäkelä · Kalle Kiiskinen · Teemu Salo · Jani Sullanmaa                                                                               | Egyesült Államok (USA) · Pete Fenson · Shawn Rojeski · Joseph Polo · John Shuster · Scott Baird                      |
| 2010, Vancouver      | Kanada (CAN) · Kevin Martin · John Morris · Marc Kennedy · Ben Hebert · Adam Enright                                                                               | Norvégia (NOR) · Thomas Ulsrud · Torger Nergård · Christoffer Svae · Håvard Vad Petersson · Thomas Løvold                                                                              | Svájc (SUI) · Ralph Stöckli · Jan Hauser · Markus Eggler · Simon Strübin · Toni Müller                               |
| 2014, Szocsi         | Kanada (CAN) · Brad Jacobs · Ryan Fry · E. J. Harnden · Ryan Harnden · Caleb Flaxey                                                                                | Nagy-Britannia (GBR) · David Murdoch · Tom Brewster · Scott Andrews · Michael Goodfellow · Greg Drummond                                                                               | Svédország (SWE) · Niklas Edin · Sebastian Kraupp · Fredrik Lindberg · Viktor Kjäll · Oskar Eriksson                 |
| 2018, Phjongcshang   | Egyesült Államok (USA) · John Shuster · Tyler George · Matt Hamilton · John Landsteiner · Joe Polo                                                                 | Svédország (SWE) · Niklas Edin · Oskar Eriksson · Rasmus Wranå · Christoffer Sundgren · Henrik Leek                                                                                    | Svájc (SUI) · Benoît Schwarz · Claudio Pätz · Peter de Cruz · Valentin Tanner · Dominik Märki                        |
| 2022, Peking         | Svédország (SWE) · Niklas Edin · Oskar Eriksson · Rasmus Wranå · Christoffer Sundgren · Daniel Magnusson                                                           | Nagy-Britannia (GBR) · Bruce Mouat · Grant Hardie · Bobby Lammie · Hammy McMillan Jr. · Ross Whyte                                                                                     | Kanada (CAN) · Brad Gushue · Mark Nichols · Brett Gallant · Geoff Walker · Marc Kennedy                              |

### Férfi éremtáblázat
| A téli olimpiai játékok éremtáblázata férfi curlingben | A téli olimpiai játékok éremtáblázata férfi curlingben | A téli olimpiai játékok éremtáblázata férfi curlingben | A téli olimpiai játékok éremtáblázata férfi curlingben | A téli olimpiai játékok éremtáblázata férfi curlingben | Olimpia  |
| ------------------------------------------------------ | ------------------------------------------------------ | ------------------------------------------------------ | ------------------------------------------------------ | ------------------------------------------------------ | -------- |
|                                                        | Ország                                                 | Arany                                                  | Ezüst                                                  | Bronz                                                  | Összesen |
| 1.                                                     | Kanada (CAN)                                           | 3                                                      | 2                                                      | 1                                                      | 6        |
| 2.                                                     | Svédország (SWE)                                       | 1                                                      | 2                                                      | 1                                                      | 4        |
| 3.                                                     | Nagy-Britannia (GBR)                                   | 1                                                      | 2                                                      | 0                                                      | 3        |
| 4.                                                     | Norvégia (NOR)                                         | 1                                                      | 1                                                      | 1                                                      | 3        |
| 5.                                                     | Svájc (SUI)                                            | 1                                                      | 0                                                      | 3                                                      | 4        |
| 6.                                                     | Egyesült Államok (USA)                                 | 1                                                      | 0                                                      | 1                                                      | 2        |
|                                                        |                                                        |                                                        |                                                        |                                                        |          |
| 7.                                                     | Finnország (FIN)                                       | 0                                                      | 1                                                      | 0                                                      | 1        |
|                                                        |                                                        |                                                        |                                                        |                                                        |          |
| 8.                                                     | Franciaország (FRA)                                    | 0                                                      | 0                                                      | 1                                                      | 1        |
|                                                        |                                                        |                                                        |                                                        |                                                        |          |
| Összesen                                               | Összesen                                               | 8                                                      | 8                                                      | 8                                                      | 24       |

## Nők
| Olimpia              | Arany                                                                                                  | Ezüst | Bronz |
| 1998, Nagano         | Kanada (CAN) · Sandra Schmirler · Jan Betker · Joan McCusker · Marcia Gudereit · Atina Ford            | Dánia (DEN) · Helena Blach Lavrsen · Margit Pörtner · Dorthe Holm · Trine Qvist · Jane Bidstrup                                                                  | Svédország (SWE) · Elisabet Gustafson · Katarina Nyberg · Louise Marmont · Elisabeth Persson · Margaretha Lindahl                              |
| 2002, Salt Lake City | Nagy-Britannia (GBR) · Rhona Martin · Deborah Knox · Fiona MacDonald · Janice Rankin · Margaret Morton | Svájc (SUI) · Luzia Ebnöther · Mirjam Ott · Tanya Frei · Laurence Bidaud · Nadia Röthlisberger                                                                   | Kanada (CAN) · Kelley Law · Julie Skinner · Georgina Wheatcroft · Diane Nelson · Cheryl Noble                                                  |
| 2006, Torino         | Svédország (SWE) · Anette Norberg · Eva Lund · Cathrine Lindahl · Anna Svärd · Ulrika Bergman          | Svájc (SUI) · Mirjam Ott · Binia Beeli · Valeria Spälty · Michèle Moser · Manuela Kormann                                                                        | Kanada (CAN) · Shannon Kleibrink · Amy Nixon · Glenys Bakker · Christine Keshen · Sandra Jenkins                                               |
| 2010, Vancouver      | Svédország (SWE) · Anette Norberg · Eva Lund · Cathrine Lindahl · Anna Le Moine · Kajsa Bergström      | Kanada (CAN) · Cheryl Bernard · Susan O'Connor · Carolyn Darbyshire · Cori Bartel · Kristie Moore                                                                | Kína (CHN) · Vang Ping-jü (Wang Bingyu) · Liu Jin (Liu Yin) · Jüe Csing-suang (Yue Qingshuang) · Csou Jen (Zhou Yan) · Liu Csin-li (Liu Jinli) |
| 2014, Szocsi         | Kanada (CAN) · Jennifer Jones · Kaitlyn Lawes · Jill Officer · Dawn McEwen · Kirsten Wall              | Svédország (SWE) · Margaretha Sigfridsson · Maria Prytz · Christina Bertrup · Maria Wennerström · Agnes Knochenhauer                                             | Nagy-Britannia (GBR) · Eve Muirhead · Anna Sloan · Vicki Adams · Claire Hamilton · Lauren Gray                                                 |
| 2018, Phjongcshang   | Svédország (SWE) · Anna Hasselborg · Sara McManus · Agnes Knochenhauer · Sofia Mabergs · Jennie Wåhlin | Dél-Korea (KOR) · Kim Undzsong (Kim Eun-jung) · Kim Gjonge (Kim Kyeong-ae) · Kim Szonjong (Kim Seon-yeong) · Kim Jongmi (Kim Yeong-mi) · Kim Dzsohi (Kim Cho-hi) | Japán (JPN) · Fudzsiszava Szacuki · Josida Csinami · Szuzuki Jumi · Josida Jurika · Motohasi Mari                                              |
| 2022, Peking         | Nagy-Britannia (GBR) · Eve Muirhead · Vicky Wright · Jennifer Dodds · Hailey Duff · Mili Smith         | Japán (JPN) · Fudzsiszava Szacuki · Josida Csinami · Szuzuki Jumi · Josida Jurika · Kotomi Isizaki Kotomi                                                        | Svédország (SWE) · Anna Hasselborg · Sara McManus · Agnes Knochenhauer · Sofia Mabergs · Johanna Heldin                                        |

### Női éremtáblázat
| A téli olimpiai játékok éremtáblázata női curlingben | A téli olimpiai játékok éremtáblázata női curlingben | A téli olimpiai játékok éremtáblázata női curlingben | A téli olimpiai játékok éremtáblázata női curlingben | A téli olimpiai játékok éremtáblázata női curlingben | Olimpia  |
| ---------------------------------------------------- | ---------------------------------------------------- | ---------------------------------------------------- | ---------------------------------------------------- | ---------------------------------------------------- | -------- |
|                                                      | Ország                                               | Arany                                                | Ezüst                                                | Bronz                                                | Összesen |
| 1.                                                   | Svédország (SWE)                                     | 3                                                    | 1                                                    | 2                                                    | 6        |
| 2.                                                   | Kanada (CAN)                                         | 2                                                    | 1                                                    | 2                                                    | 5        |
| 3.                                                   | Nagy-Britannia (GBR)                                 | 2                                                    | 0                                                    | 1                                                    | 3        |
|                                                      |                                                      |                                                      |                                                      |                                                      |          |
| 4.                                                   | Svájc (SUI)                                          | 0                                                    | 2                                                    | 0                                                    | 2        |
| 5.                                                   | Japán (JPN)                                          | 0                                                    | 1                                                    | 1                                                    | 2        |
| 6.                                                   | Dánia (DEN)                                          | 0                                                    | 1                                                    | 0                                                    | 1        |
| 6.                                                   | Dél-Korea (KOR)                                      | 0                                                    | 1                                                    | 0                                                    | 1        |
|                                                      |                                                      |                                                      |                                                      |                                                      |          |
| 8.                                                   | Kína (CHN)                                           | 0                                                    | 0                                                    | 1                                                    | 1        |
|                                                      |                                                      |                                                      |                                                      |                                                      |          |
| Összesen                                             | Összesen                                             | 7                                                    | 7                                                    | 7                                                    | 21       |

## Vegyes páros
| Olimpia            | Arany                                                   | Ezüst                                                  | Bronz                                                  |
| 2018, Phjongcshang | Kanada (CAN) · Kaitlyn Lawes · John Morris              | Svájc (SUI) · Jenny Perret · Martin Rios               | Norvégia (NOR) · Kristin Skaslien · Magnus Nedregotten |
| 2022, Peking       | Olaszország (ITA) · Stefania Constantini · Amos Mosaner | Norvégia (NOR) · Kristin Skaslien · Magnus Nedregotten | Svédország (SWE) · Almida de Val · Oskar Eriksson      |

### Vegyes páros éremtáblázat
| A téli olimpiai játékok éremtáblázata női curlingben | A téli olimpiai játékok éremtáblázata női curlingben | A téli olimpiai játékok éremtáblázata női curlingben | A téli olimpiai játékok éremtáblázata női curlingben | A téli olimpiai játékok éremtáblázata női curlingben | Olimpia  |
| ---------------------------------------------------- | ---------------------------------------------------- | ---------------------------------------------------- | ---------------------------------------------------- | ---------------------------------------------------- | -------- |
|                                                      | Ország                                               | Arany                                                | Ezüst                                                | Bronz                                                | Összesen |
| 1.                                                   | Kanada (CAN)                                         | 1                                                    | 0                                                    | 0                                                    | 1        |
| 1.                                                   | Olaszország (ITA)                                    | 1                                                    | 0                                                    | 0                                                    | 1        |
|                                                      |                                                      |                                                      |                                                      |                                                      |          |
| 3.                                                   | Norvégia (NOR)                                       | 0                                                    | 1                                                    | 1                                                    | 2        |
| 4.                                                   | Svájc (SUI)                                          | 0                                                    | 1                                                    | 0                                                    | 1        |
|                                                      |                                                      |                                                      |                                                      |                                                      |          |
| 5.                                                   | Svédország (SWE)                                     | 0                                                    | 0                                                    | 1                                                    | 1        |
|                                                      |                                                      |                                                      |                                                      |                                                      |          |
| Összesen                                             | Összesen                                             | 2                                                    | 2                                                    | 2                                                    | 6        |